# Thorkell le Grand
Thorkell le Grand (Þorke(ti)ll inn hávi en vieux norrois) est un chef viking actif à la fin du Xe siècle et au début du XIe siècle.

## Biographie
D'après la tradition, Thorkell est le fils de Strut-Harald (en) et le frère de Sigvaldi, le chef des Jomsvikings. Il participe aux batailles du détroit de Hjörung (vers 986) et de Svolder (vers 1000).
En 1009, Thorkell arrive en Angleterre à la tête d'une flotte viking. Il se livre à de nombreux pillages durant les trois années qui suivent dans tout l'est du pays. Le roi Æthelred le Malavisé accepte de lui verser un tribut de 48 000 £ en échange de son départ. Alors que la somme est en train d'être réunie, les troupes de Thorkell attaquent Cantorbéry et font prisonnier l'archevêque Alphège. Ce dernier refuse d'être rançonné et finit lynché par ses geôliers le 19 avril 1012, bien que Thorkell ait tenté de les dissuader. Sa flotte se disperse après le versement du tribut, mais Thorkell choisit d'entrer au service d'Æthelred avec ses quarante-cinq navires.
Thorkell épouse à une date inconnue une fille d'Æthelred que les sources nomment Édith ou Wulfhild. Lorsque Sven à la Barbe fourchue envahit l'Angleterre, en 1013, Thorkell reste fidèle au roi. Après la chute de Londres aux mains de Sven, ses navires lui permettent de se réfugier en Normandie. Il semble avoir aidé Æthelred à reprendre le trône à la mort de Sven, en février 1014, mais les sources se contredisent sur ses faits et gestes lors des années qui suivent et qui aboutissent à l'arrivée au pouvoir en Angleterre de Knut, le fils de Sven, à la fin de 1016. Il rallie Knut à une date incertaine et reçoit pour prix de son aide le titre de comte d'Est-Anglie.
De 1017 à 1021, le nom de Thorkell figure en première position des vassaux de Knut dans les chartes, signe qu'il est alors le plus puissant baron de toute l'Angleterre. Il semble avoir assuré la régence lorsque le roi rentre au Danemark entre 1019 et 1020. Les deux hommes finissent par se brouiller, sans que les sources n'expliquent pourquoi, et Knut déclare Thorkell hors-la-loi en novembre 1021. L'ancien comte rentre au Danemark et se réconcilie avec Knut à la suite d'une rencontre en 1023. Il s'agit de sa dernière mention dans les sources.